# Micro (relojes)
La empresa Relojes Micro, fundada en 1953 y con referencias desde 1956 por su marca registrada Micro, es un histórico fabricante español de relojes despertadores, relojes de sobremesa, relojes de pulsera y relojes automáticos, especializado durante muchos años en despertadores de petaca, figurando entre las principales empresas del sector en España.

## Historia
A lo largo de los años, la compañía ha realizado una importante contribución al mundo de la relojería, fabricando las cajas de una gran gama de relojes despertadores en su factoría española, en los que montaba movimientos suizos hasta la década de 1970. Posteriormente, como la mayoría de las marcas españolas de la época, pasó a montar movimientos asiáticos. En la década de 1990 empezó a incluir una línea de relojes de pulsera con movimientos de cuarzo. En 2012 se relanzó la marca, ampliando la gama de relojes, y actualmente los movimientos de cuarzo son principalmente japoneses.
Fue adquirida por Comercial Ferreiro SA, con su sede, un edificio típico, el "Edificio MICRO", en el n.º 60 de la avenida Trueba de Madrid, que tiene el logo "MICRO" en la fachada.
En agosto de 2023, se firma el traspaso a Reyco Micro SL, ubicándose en Oroso, un municipio de Galicia. Bajo la dirección de Javier y Diego, Micro coge aires nuevos y modernos que marcarán tendencia como se puede observar en su web, https://relojesmicro.es/.